# Itanhaém (kommunhuvudort)
Itanhaém är en kommunhuvudort i Brasilien.   Den ligger i kommunen Itanhaém och delstaten São Paulo, i den sydöstra delen av landet, 900 km söder om huvudstaden Brasília. Itanhaém ligger 12 meter över havet och antalet invånare är 90 385.
Terrängen runt Itanhaém är platt västerut, men norrut är den kuperad. Havet är nära Itanhaém åt sydost. Trakten är tätbefolkad. Itanhaém är det största samhället i trakten.